# Postulados de Koch

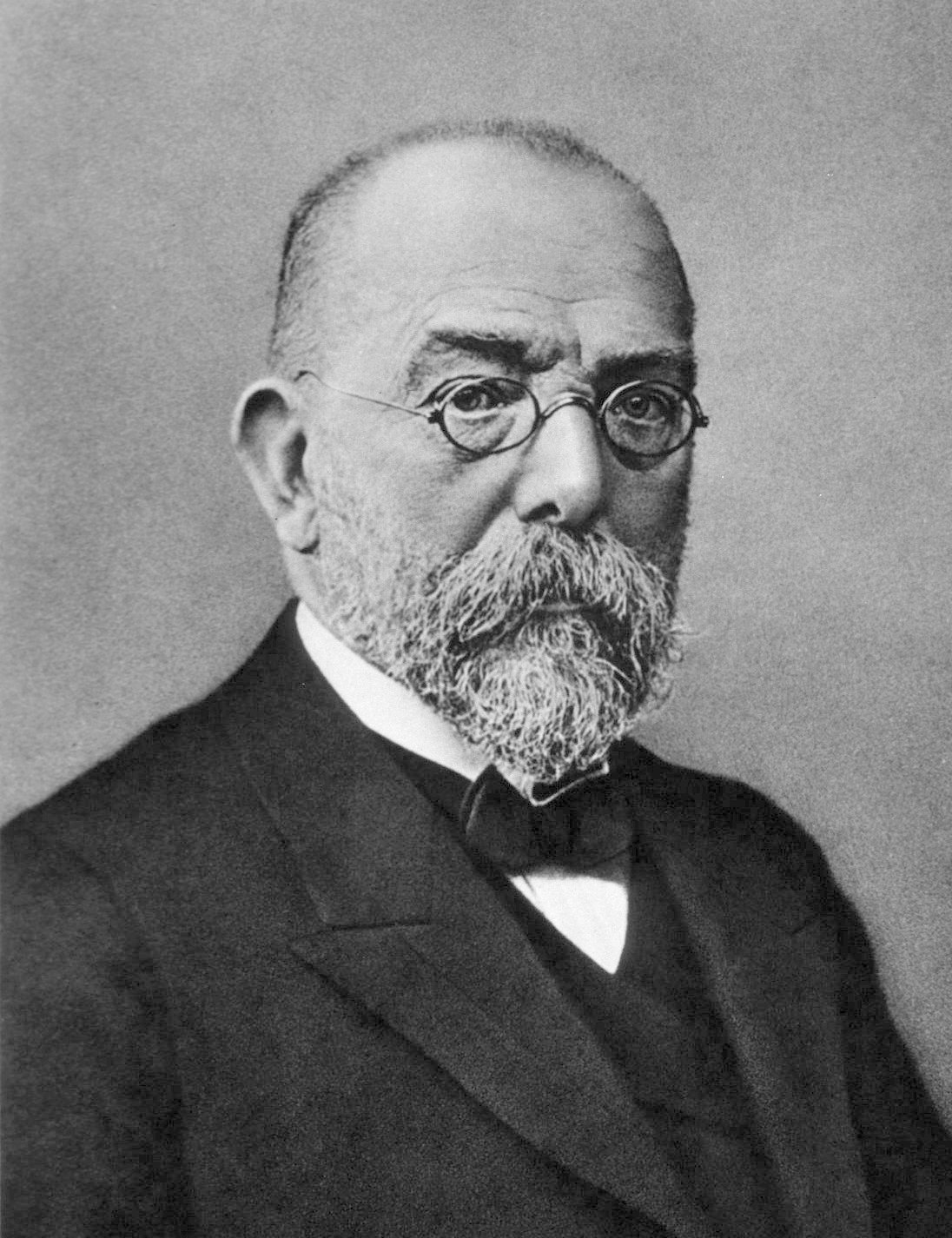
Robert Koch (11 de dezembro de 1843 — 27 de maio de 1910) foi um médico alemão que desenvolveu os postulados de Koch.

Os postulados de Koch foram formulados inicialmente por Friedrich Gustav Jakob Henle e adaptados em 1877 por Robert Koch, publicados em 1882. Embora seja mais correto designá-los por Postulados de Henle-Koch, são normalmente conhecidos apenas por Postulados de Koch. Koch afirmou que os seus postulados devem ser comprovados antes de se poder estabelecer e aceitar uma relação causal entre uma dada bactéria - ou outro agente de doença transmissível - e a doença em questão, afirmação esta que continua a ser admitida atualmente.

## Postulados de Koch
Os postulados são quatro:
1. Associação constante do patógeno-hospedeiro: o patógeno deve ser encontrado associado em todas as placas/cortes de lâminas dos doentes examinados
2. Isolamento do patógeno: o patógeno deve ser isolado e crescido em meio de cultura nutritivo e suas características descritas (parasitas não-obrigatórios) ou em placa/cortes de lâmina do hospedeiro suscetível (parasitas obrigatórios) e sua aparência e sintomas registrados.
3. Inoculação do patógeno e reprodução dos sintomas: o patógeno vindo de uma cultura pura deve ser inoculado em placas/cortes de lâminas sadias da mesma espécie ou variedade na qual apareceu, e deve provocar a mesma doença nas placas/cortes de lâminas inoculadas.
4. Reisolamento do patógeno: o patógeno deve ser isolado novamente em cultura pura e suas características devem ser exatamente as mesmas observadas anteriormente.

Em 1976, Alfred Evans faria a revisão destes postulados, elaborando dez postulados - Postulados de Evans - relativos, essencialmente, ao estabelecimento da causalidade.

## Versão Molecular dos Postulados de  Koch
Consideram-se quatro postulados moleculares, criados na década de 1980 para introduzir os novos conceitos de genética na identificação de organismos patogênicos.:
Postulados moleculares de Koch.
1. Um gene e seu produto de virulência devem ser expressos durante o processo infeccioso
2. O gene deve ser identificado no organismo causador da enfermidade e cepas avirulentas não devem apresentar tal gene
3. A deleção do gene deve atenuar a virulência da cepa e a re-inserção do gene deve retorná-la
4. O produto gênico deve ser capaz de ativar resposta imunológica